# 白石 (沙田)
白石（英語：Pak Shek）是香港新界沙田區的一個地方，位於大圍和顯徑之間。此地名現已甚少被使用。

## 歷史
白石位於沙田嶺南麓，與田心村以一河相隔（1950年代末改成一條大水渠）。早於20世紀以前，白石村已有數戶人家定居。1910年九廣鐵路通車後，白石村人口漸增，寮舍、工場散落在路軌的兩側。
1970年代起，政府發展沙田新市鎮，路軌以東的一部份白石村於1981年被清拆。村中有178戶共736人安置到公屋、250戶共703人安置到臨屋區；至於村內合資格工廠，則先獲遷至同區的「沙田臨時工業安置區」，再逐步遷入穗輝工廠大廈或業安工廠大廈。
清拆後，白石村東部用地原擬發展為工業區，後改作球場和香港駕駛學院訓練場地，2000年代初發展成九廣鐵路大圍車廠，而該廠上蓋則於2010年代初發展成大型住宅屋苑名城。
2003年，八號幹線沙田段動工，位於山腰的最後一部份白石村亦被清拆，此時村內僅餘54戶。至此，再沒有任何建築物以白石作為地址或名稱。

## 地標
- 榮梓園：開業多年，面積不小的果園，現今車公廟路遊樂場北面部份。[4]

## 事件
- 1971年8月，沙田酒店下的山坡因颱風露絲帶來的暴雨而發生山泥傾瀉，白石村84號被埋，屋中有四姊弟在睡夢中走避不及，造成兩死兩傷。[5]